# Лара (Монсан)
Лара (порт. Lara) — район (фрегезія) в Португалії, входить в округ Віана-ду-Каштелу. Є складовою частиною муніципалітету Монсан. За старим адміністративним устроєм входив у провінцію Мінью. Входить в економіко-статистичний субрегіон Мінью-Ліма, який входить в Північний регіон. Населення складає 355 чоловік на 2001 рік. Займає площу 5,33 км².
| Португалія | Це незавершена стаття з географії Португалії. Ви можете допомогти проєкту, виправивши або дописавши її. |